# Mechanics’ Magazine

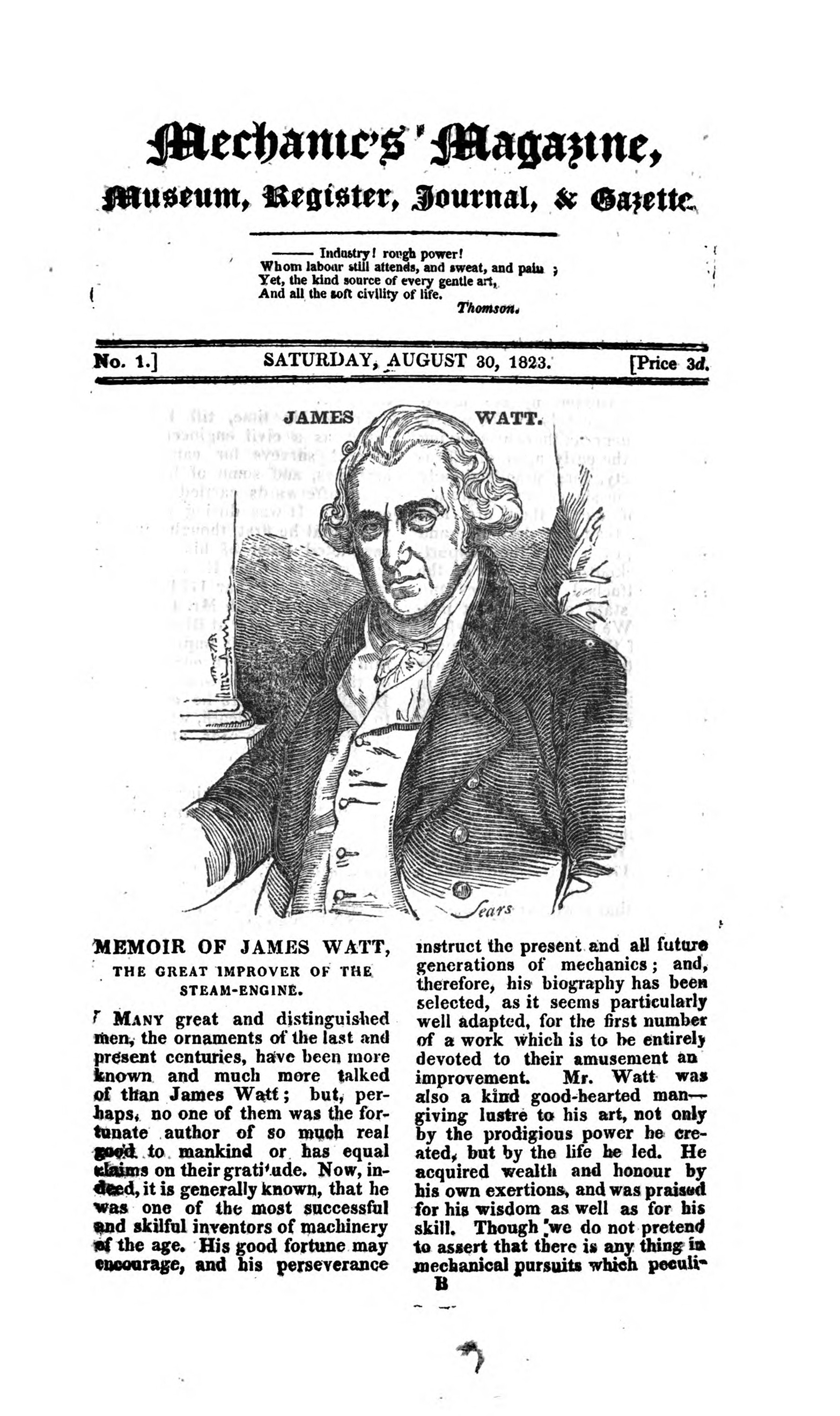
Titelblatt der Erstausgabe des Mechanics’ Magazine vom 30. August 1823

Mechanics’ Magazine (deutsch Zeitschrift für Mechanik) war eine wöchentliche Wissenschaftszeitschrift, die seit 30. August 1823 im Verlag Knight & Lacey, 24 Paternoster Row, London erschien.

## Geschichte
Initiator der Zeitschrift, Herausgeber und Redakteur war Joseph Clinton Robertson, der bei Herstellung und Vertrieb eine Ausnahme der Stempelsteuer für wöchentliche Veröffentlichungen, die keine Tagesnachrichten beinhalteten, nutzte und in einer Frühform des Crowdsourcings regelmäßig Leserbriefe ohne Bezahlung der Autoren als Fortsetzungsartikel druckte. Auf diese Weise gelang es erstmals für drei Pence eine wirklich preiswerte wöchentliche Wissenschaftspublikation anzubieten. Schon 1824 erreichte sie eine Auflage von 16.000 Exemplaren. Bis 1850 erlebte die Zeitschrift eine erfolgreiche Entwicklung, danach verlor sie den Kontakt zu ihren Lesern. In den 1860er Jahren hatte die Zeitschrift verschiedene Eigentümer und verschwand Ende 1872 vom Markt. Die entstandene Angebotslücke wurde von der seit 31. März 1865 erscheinenden Zeitschrift English Mechanics geschlossen.